# Epidendrum amplexicaule
Epidendrum amplexicaule är en orkidéart som beskrevs av John Lindley. Epidendrum amplexicaule ingår i släktet Epidendrum och familjen orkidéer.
Artens utbredningsområde är Ecuador. Inga underarter finns listade i Catalogue of Life.